# ブルー・ナイル (バンド)
ブルー・ナイル（The Blue Nile）は、スコットランド、グラスゴー出身の音楽グループ。音楽性としては主にシンセサイザーとインストゥルメンタル的なパーカッションを多用する抑制の効いたサウンドが特徴であり、後年はアコースティック・ギターの使用も顕著である。また、非常に寡作なバンドとしても知られ、結成から40年以上経つが発表されたアルバムは4枚のみである。

## 略歴
1970年代中期にグラスゴー大学にてポール・ブキャナン、ロバート・ベル、ポール・ジョゼフ・ムーアの3人が出会う。その後、大学を卒業したが、1970年代終盤にブキャナンがベルとジョゼフを呼びバンドを結成する。このときは3人とも仕事をしながら趣味的なバンド活動に終始していた。1981年に自主制作でリリースしたシングル「I Love This Life」が注目を集め、このころから集中的に音楽活動をするようになった。

## メンバー

### 現メンバー
- ポール・ブキャナン (Paul Buchanan、1956年4月16日 - ) - ボーカル、ギター ※2012年にソロ・デビュー・アルバム『ミッド・エアー』をリリース。
- ロバート・ベル (Robert Bell) - ベース

### 旧メンバー
- ポール・ジョゼフ・ムーア (Paul Joseph Moore) - キーボード （アルバム『ハイ』リリース後に脱退）

## ディスコグラフィ

### アルバム
- 『ア・ウォーク・アクロス・ザ・ルーフトップス』 - A Walk Across the Rooftops (1984年、Linn)
- 『ハッツ』 - Hats (1989年、Linn/Virgin)
- 『ピース・アット・ラスト』 - Peace at Last (1996年、Warner Bros.)
- 『ハイ』 - High (2004年、Sanctuary)

### シングル
- "I Love This Life" / "The Second Act" (1981年)
- "Stay (remix)" / "Saddle the Horses" (1984年)
- "Tinseltown in the Rain" / "Heatwave (Instrumental)" (1984年)
- "Tinseltown in the Rain" / "Regret" / "Heatwave (Instrumental)" (1984年)
- "The Downtown Lights" / "The Wires are Down" / "Halfway to Paradise (1989年)
- "Headlights on the Parade (Bob Clearmountain remix)" / "Headlights on the Parade (LP Version)" / "Easter Parade (with Rickie Lee Jones)" (1989年)
- "Saturday Night (edit)" / "Seven A.M. (Live USA NYC)" / "Saturday Night (LP version)" (1989年)
- "Saturday Night (edit)" / "Our Lives (1. Lost / 2. Bolivia / 3. New York)" / "Saturday Night (LP version)" (1989年)
- "Happiness (edit)" / "O Lolita" / "War is Love (A Different Day)" (1996年)
- "Happiness (edit)" / "New York Man" / "Wish Me Well" (1996年)
- "I Would Never" / "I Love This Life" / "The Second Act" (2004年)

## 関連書籍
- アラン・ブラウン『ザ・ブルー・ナイル 知られざる英国音楽の至宝 Nileism: The Strange Course of The Blue Nile』DU BOOKS　ISBN 9784866471631